# 新燃岳
新燃岳（しんもえだけ）は、九州南部の霧島山中央部に位置し、有史以降も噴火を繰り返している標高1,421mの活火山である。三等三角点は山頂のカルデラ縁にあり、噴火口およびカルデラは鹿児島県霧島市域に位置する。尾根筋は宮崎県小林市にまたがる。

## 概要
霧島山最高峰である韓国岳と霧島山東部に聳える霊峰高千穂峰の中間付近に位置し、獅子戸岳と中岳の間に割り込むようにして聳えるなだらかな円錐台形の火山であり、山頂に直径750mの円形火口を有する。火口底には平成噴火前まで直径150メートル (m)、水深30mの青緑色を呈する火口湖の新燃池が存在していた。地質は輝石安山岩からなる基盤山体の上に火砕丘が重なった構造となっている。
火口壁の南側に2つの岩峰が屹立しており、「兎の耳」と呼ばれている。山域は1934年（昭和9年）3月16日に、霧島屋久国立公園の特別保護区域に指定されている。
平成噴火前まで高千穂河原から中岳を経由した登山道が整備され、山頂付近の植生はススキを中心とした草原となっており、所々に低木のミヤマキリシマ群生地が散在していた。当時も火山活動によってしばしば登山禁止の措置がとられていた。

## 噴火史
便宜上10万年前よりも古い時代を古期活動期、10万年より新しい時代を新期活動期として分けている。古期の活動として、霧島火山群の韓国岳などと共に約15万年前の活動で形成され、数万年の休止期間を経た約6万年前頃に活動を再開したと考えられる。新燃岳としては約1万年前に山体形成が始まり、約5600年前、約4500年前、約2300年前にもプリニー式噴火があり周辺に噴出物を堆積させている。有史以降の活動は、1716年に始まった。

### 享保噴火
1716 - 1717年の一連の噴火活動は水蒸気爆発に始まりマグマ水蒸気爆発からマグマ噴火へと変化し断続的に約1年半続いた。火砕物降下によるマグマ噴出量は0.07DREkm3。火山爆発指数:VEI4
享保年間の活動は、第1期（1716年4月10日，5月7日）、第2期（9月26日）、第3期（11月9日）、第4期（12月）、第5期（1717年2月）、第6期（3月から4月?）、第7期（9月6日）の7期に分けられる。この一連の活動では第3期において最大の人的経済的被害を生じ、死者5名、負傷者31名、神社・仏閣焼失、焼失家屋600余軒、牛馬405頭死などの記録が残っている。
- 1716年
  - 4月10日 小規模な噴火。
  - 9月26日 山麓へ初めての降灰。
  - 3月11日（正徳6年2月18日）、大音響とともに水蒸気爆発が発生し、黒煙が高さ3,000mに達した[7]。 新燃岳東方を流れる高崎川では泥流が発生している[要出典]。
  - 11月9日（享保元年9月26日）
夜半から噴火が始まった。周囲に数ヶ所の火口が形成され火砕流が発生し、付近の山林に火災が広る。負傷者は31名、焼死した牛馬は405頭。神社仏閣など600軒が焼失し、石高で6万6000石の農業被害が報告されている[8]。北へ約100km離れた宮崎県高千穂町でも、「霧島だけ」の火が見えたとある。（『矢津田家文書』）[9]
- 1717年
  - 2月7日から10日（享保元年12月26日から29日）にかけて噴火を繰り返し、霧島山東側の広範囲にわたって火山灰が降下した。2月13日（享保2年1月3日）朝9時頃、火砕流の発生を伴う大規模な噴火があり、死者1名、負傷者30名、焼死した牛馬420頭の被害があり、神社仏閣や農家など134棟が焼失した。周囲の田畑は厚さ10 - 20cmの火山灰に覆われ、農業被害は3万7000石にのぼった[8]。この噴火による降灰は八丈島でも観察された[7]。霧島川では泥流が発生し、下流部の田畑に被害があった[10]。2月17日から21日（1月7日から11日）にかけても断続的に噴火している。
  - 9月19日（8月15日）、享保噴火の中で最大規模の噴火が発生した。高温の噴石を噴出し、火山灰が広範囲に降り積もった。住民の間に流言飛語が広がったため、当時の薩摩藩主・島津吉貴は怪異説・神火説を唱えることや祈祷などを禁じる触れを出した[8]。
山麓に降り積もった火山灰は深いところで1.7-1.9mに達し、覆われた地域は13万6300坪に及んだ。高原、高崎の住民は、そのほとんどが飯野、小林、松山、野尻、庄内、山田、水流（都城市）に避難した。享保2年2月13日から享保5年頃まで、数千人が参加して「砂上げ」と呼ばれる農地復旧作業が行われた。藩から支援のための食料が支給されている[10][7]。享保噴火の際に火砕流に包まれ炭化した樹木が山中に残されている。
- 1721年に堆積物の火山泥流が発生。

### 文政噴火
1822年1月12日（文政4年12月20日）朝、山頂付近に白煙が観察され、夕方に水蒸気爆発を伴って噴火した。14日（22日）には南方を流れる天降川で火山泥流が発生している。8合目付近に新しい4カ所の火口が形成され、軽石や火砕流の噴出を伴う噴火が繰り返された。

### 昭和噴火
- 1959年（昭和34年）、中規模噴火。火山爆発指数:VEI2[6]。
  - 2月13日、降灰を伴う小規模な水蒸気噴火があった。噴火に先立つ前兆現象は観測されていない。小規模爆発の後、14：50に爆発的噴火が発生。その際、火口の西北西約3kmにある警察無線中継所(大浪池火口南側外縁部に設置されていたもの。現在は撤去され国土交通省の設備が設置されている場所)が被害を受けた[6][11]。
  - 2月17日14時50分、爆発音と空振を伴って噴火が始まり、黒色の噴煙が上空4,000mに達した。その後数日間にわたって噴火を繰り返した後、次第に終息していった。噴出物にマグマの成分を含まない水蒸気爆発であり、噴火のエネルギーは101Jであった[12]。新燃池の北西岸から火口壁を越えて山腹に至る直線上に約20個の小火口が形成され、噴出した噴石は1万t、火山灰は860万t[13]。
- 1962年（昭和37年）8月30日朝、白黒色の噴煙が高さ300mに達したが、大きな噴火には至っていない[14]。

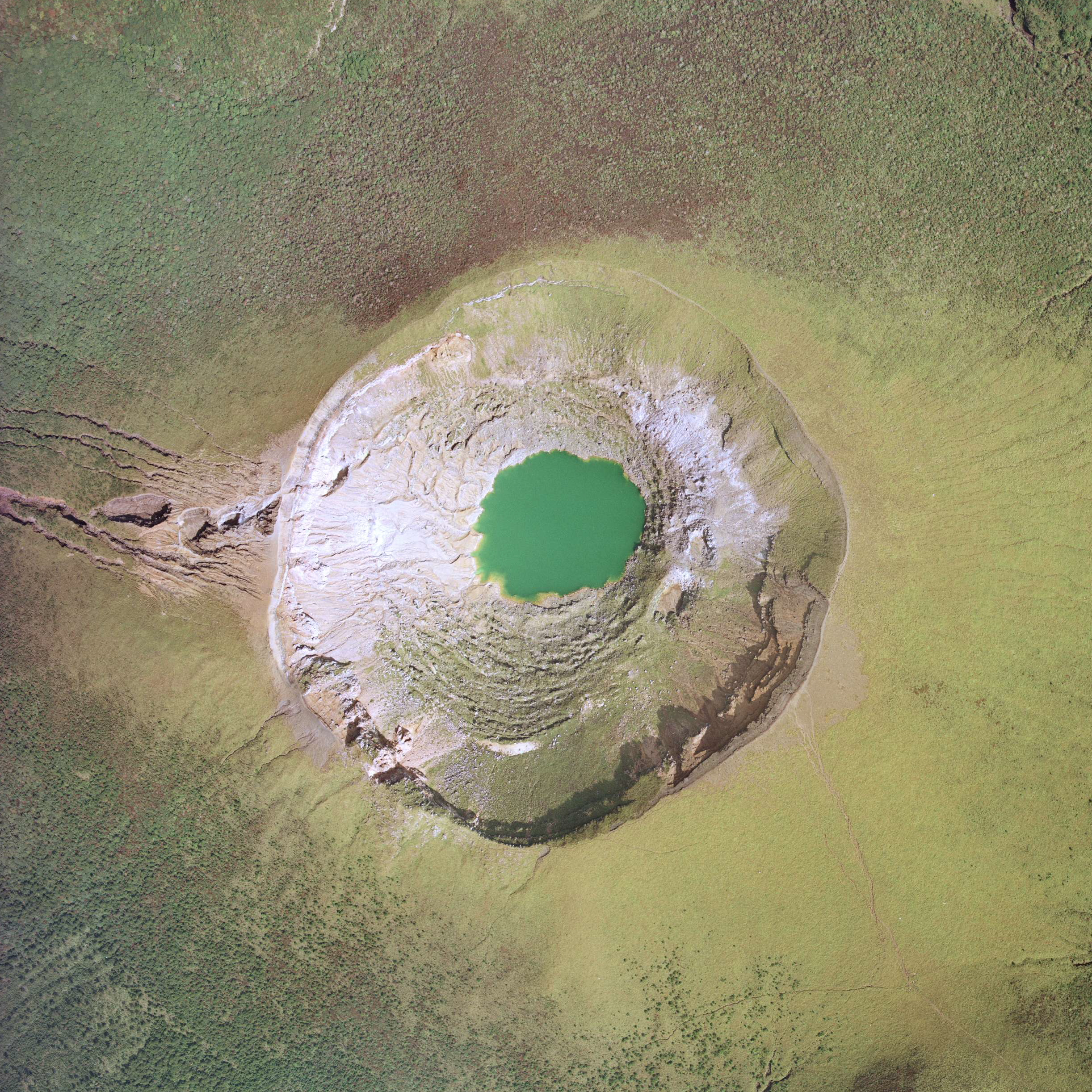
1976年当時の新燃岳火口。上方が北。
ステレオ写真はこちら

- 1983年（昭和58年）12月28日、群発地震観測。12月29日、火山性微動観測。

#### 影響
噴火により小林営林署職員や霧島町内にある湯之野温泉の施設従業員らが避難を余儀なくされた。周辺の市町村では新燃池の水が溢れて山津波が起きるという不安が広がった。火山灰は西風に乗って高原町、小林市、野尻町、高崎町、綾町、本庄町、高岡町、宮崎市にまで及び、特に大幡池付近では深さ20cm、山麓の高原町と小林市でも3-5cmに達した。大きな噴石は火口から1.3-1.5kmに及び、中には直径1m以上のものもあった。噴石によって桑や茶など樹木の枝が折られる被害があった。火山灰によって小麦190ヘクタール (ha)、大麦380ha、燕麦72ha、菜種26haの農地に被害が及び、雨によって作物に火山灰が付着したことが被害を大きくした。火山灰のために高原町内の上水道供給が一時停止された。2月19日から翌日にかけての雨により流された火山灰が霧島川に流入し、アユの漁獲に深刻な影響を及ぼした。吉都線ではレール上に積もった火山灰により列車がスリップし立ち往生する被害があった。林業の被害金額は8億6,000万円、農業の被害金額は6,000万円、被害の総額は10億1,608万円にのぼり、観光にも影響を及ぼした。火山灰や火山ガスのため山頂付近の植物はほとんど枯死したが、その中においてもミヤマキリシマの根は温存され、1967年（昭和42年）の調査において群落の復活が確認されている。

### 1991 - 2010年の活動

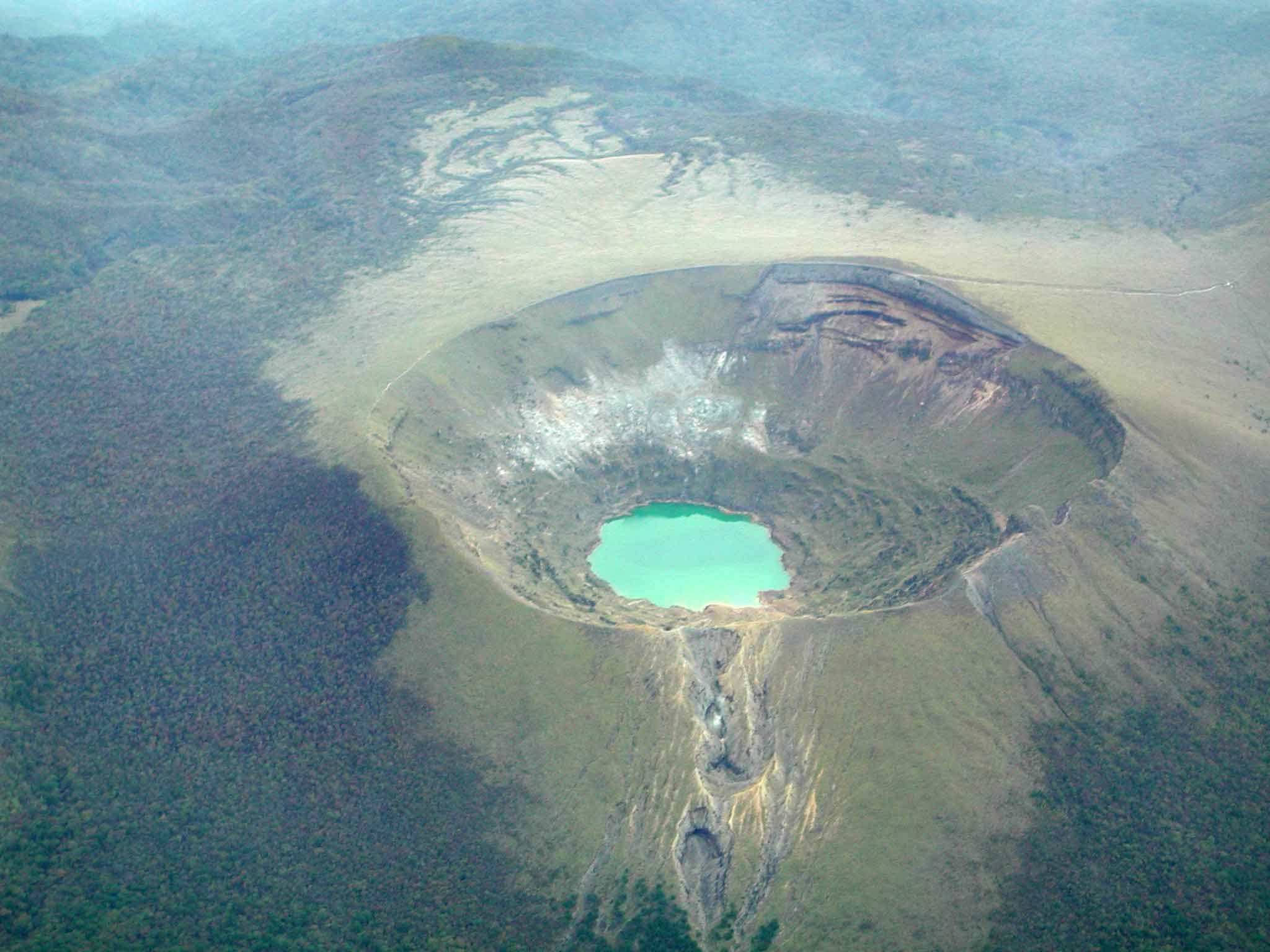
2003年の山頂火口。火口底には池があった

その後しばらく顕著な活動は観測されず、表面的には平穏であったか、1991年に噴気活動を再開して以降、2005年から2007年にかけてGPS観測で山体膨張が観測されたほか時折、地震活動の高まりが生じていた。2008年に山頂直下の火山性地震が増加し、17年ぶりに水蒸気噴火が起こった。
2005年9月から2007年9月には山頂部が膨張し、2007年9月から2009年12月頃までは山頂部は収縮に転じたが、再び広い範囲で膨張が起こり2011年1月の噴火に至った。観測データ解析の結果、山頂部膨張の圧力源は山頂直下610m(標高790m)で体積は88*103m3程度と求められた。深い場所のマグマ溜まりへのマグマの蓄積は2006年から2009年12月ころには始まっていたと考えられている。しかし、2011年噴火直前まで前兆となるマグマの上昇に伴う火道周辺での顕著な地震活動は観測されなかった。
- 1991年（平成3年）11月13日、新燃岳直下で地震が急増し26日まで多発。同時に微動多発。11月24日、火口で噴気活発化を確認した。12月から1992年2月まで、時々火山灰噴出。1991年11月26日から2004年（平成16年）1月30日まで登山禁止措置がとられた。
- 1995年、1999年、2007年、火山性地震や火山性微動を観測。
- 2008年（平成20年）8月22日、小規模な水蒸気噴火が発生。噴出量は約20万トンと推定[23]。噴火警戒レベルが2に引き上げられた。その後噴火は発生せず、10月29日に噴火警戒レベル1に引き下げられた。
- 2009年（平成21年）4月下旬頃、新燃池の色がエメラルドグリーンから茶色に変色し、7月初旬頃に再び元に戻る現象が見られた。
- 2010年（平成22年）3月30日、小規模な噴火を確認、噴火警戒レベルが2に引き上げられ、火口周辺1km立ち入り規制が敷かれた。その後、断続的な火山性地震及び火山性微動と、5月から7月にかけ火口外へ影響を及ぼさない小規模な噴火活動が観測された。5月27日の噴出物からは微量のガラス質のマグマ由来物出を検出[23]。4月中旬に噴火警戒レベル1に引き下げられたが、5月6日に再び2に上げられた[23]。

### 2011年の噴火

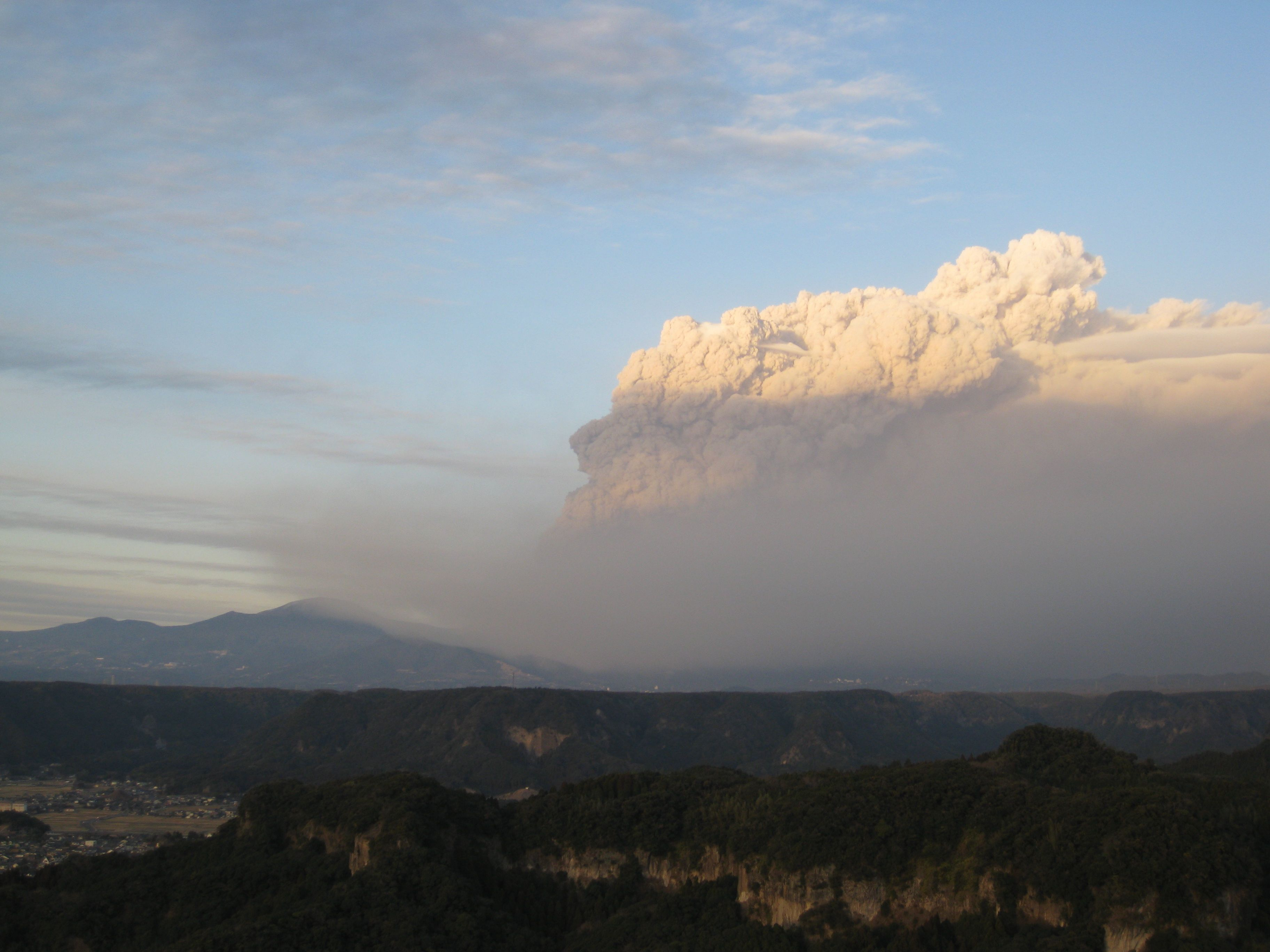
噴煙に包まれる霧島山（2011年1月27日）

2011年（平成23年）1月19日に約半年ぶりに噴火した後、1月26日に準プリニー式噴火が発生した。1月27日頃から溶岩の出現も確認され、約300年ぶりのマグマ噴火となった。マグマ噴出量は0.0172 DREkm3。火山爆発指数:VEI3。

#### 経過
- 1月19日1時19分、空振を伴った小規模なマグマ水蒸気噴火、噴煙高度200m。
- 1月22日、噴火。
- 1月26日、未明から小規模な噴火が発生していたが、14時49分頃、噴出が急激に強まった（準プリニー式噴火）。準プリニー式噴火が起こる前兆現象はほとんどなく、事前に警告は発せられなかった[23]。噴煙は火口から7000m上空まで上がったと解析されている[23]。噴火により、風下にあたる宮崎県南部で大量の火山灰や軽石が降った。18時、噴火警戒レベル3に引き上げられ、火口周辺2kmに立ち入り規制が敷かれた。準プリニー式噴火は、翌27日にかけて3回発生した[23]。

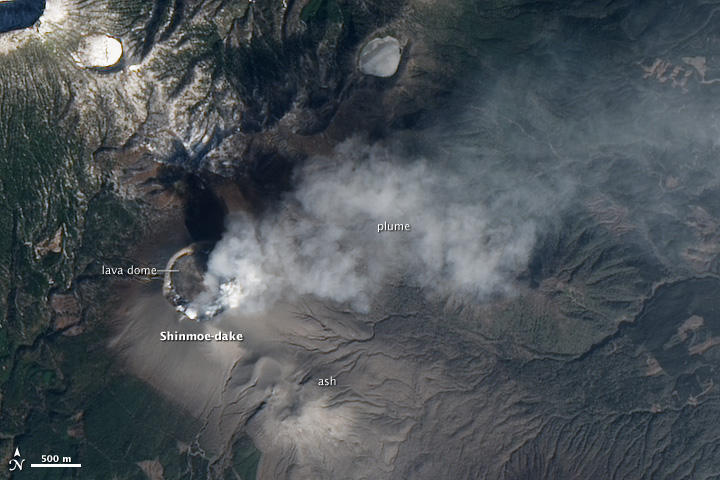
NASAによる衛星写真（2月3日）

- 1月27日
15時41分には52年ぶりとなる爆発的噴火（ブルカノ式噴火）があり[25]、火口から2500m上空の高さまで噴煙が上がり[26][27]、火口から北西以外のほぼ全方向へ約1.5kmにわたる火砕流の跡も確認され、火口付近での火山雷なども観測された。
- 1月28日の午前中に東京大学地震研究所による観測が上空からなされ、火口内では火口湖が消失し、直径数十m程度の溶岩ドームが出現したと発表された。宮崎市や都城市に火山灰が降り積もった[28]。国土地理院は新燃岳は火口の真下の深さ約3kmと、火口からの西北西に約10km離れた深さ約6kmの2ヶ所にマグマが貯留していることを報告した。火口の真下には東京ドームの0.8杯分にあたる約100万m3のマグマが、西北西には約600万m3のマグマが溜まっていると推定され[29][30]、今回の噴火によって膨張傾向にあった新燃岳の体積が縮小したことも判明した[30]。
- 1月30日
火口内の溶岩ドームが直径500mにまで成長し、中心部の高さは火口縁付近に達していることが確認された[31][32]。宮崎県高原町は30日深夜、「火山が非常に危険な状態にある」として火口の東側にある町内の512世帯約1,150人に避難勧告を出した。火口から2km以内の入山規制が3km以内に拡大された[33][34]。この噴火によって火口内に出現した直径500mの溶岩ドームにより、観光地として有名だった新燃池は消滅した。
- 2月1日7時54分
4回目の爆発的噴火が起こり、火口の南西3.2km地点で458.4Paの空振を記録した[35]。空振により100枚以上のガラスが割れ、火口から6km離れた霧島市牧園町の霧島温泉クリニックでは負傷者が出る被害があった。九州地方各地をはじめ四国地方の愛媛県や高知県でも家屋の振動が報告され[36]、関東の千葉県でも圧力変化として観測された[37]。火口から南西約3.2kmの地点に70×50cmの大きさの火山弾と、直径6m×深さ2.5mの広さの穴が見つかった[35]。そのため、入山規制が4km以内に拡大された[38]。火山灰や噴石の噴出量は26日の噴火から2日間だけで約7000万tと推計される[39]。4回目の爆発的噴火の後に溶岩ドームの直径がさらに拡大し600mとなった事が判明した。溶岩ドームが火口に蓋をする形となったため、内部の圧力が高まり、溶岩ドームの頂上を吹き飛ばず形で爆発的噴火の間隔が狭まった[40]が、2月になると爆発の頻度は減少に転じ、マグマの噴出も鈍化した。2月2日までの噴出量は270 - 370万m3と推定されている[41]。
- 2月14日午前5時7分
山体の収縮の速度は1月31日から鈍化していた[42]が、通算11回目の爆発的噴火が起き、火口から10km離れた小林市細野で1-3cmの噴石が約80件降った。火口から北東に16kmの所でも駐車中の車のサンルーフが割れた。3.2kmの空振計は332.1Paを記録した。9kmの宮崎道霧島SAで停車中の車の窓ガラスが割れた[43][44]。
- 3月1日、13回目の爆発的噴火。これ以降、爆発的噴火はなし[24]。
- 3月13日、噴煙が火口から4000mの高さまで上がり、直径1-4cmの噴石が火口から9kmの地点に落下[23]。
- 4月18日、直径2cmの噴石が火口から9kmの高原町に落下し、太陽熱温水器や太陽電池パネルが破損[23]。
- 上記の後は約2か月間噴火がなかったが[23]、6月下旬より9月上旬まで噴煙を火口より200m - 1000m程度まで吹き上げる小規模な活動が続く[45][23]。最後の噴火は9月7日だった[23]。
- 平成23年10月11日の火山噴火予知連絡会の発表では「間欠的に噴火が継続していることと、北西地下のマグマだまりにマグマの供給が続いていること」などが報告された[46]。
- 2012年（平成24年）1月以降、マグマの供給を示す地殻変動は止まったが、火山性地震は継続した（噴火警戒レベル3、入山規制が継続）[47]。
- 2013年（平成25年）10月22日、噴火警戒レベル2（火口周辺規制）へ引き下げ[48]。
- 2014年（平成26年）、地下のマグマだまりが前年12月頃から膨張する傾向にあり、1月にかけて付近で小さな地震が発生し、新燃岳の火口直下でも2月20日頃から地震が増加している[49]。

#### 影響
1月19日以降の噴火により噴出した火山灰は新燃岳の東側にあたる都城盆地、宮崎平野南部、鰐塚山地などに広がり、遠隔地の日南市にまで降灰が及んだ。このため火口に近い高原町、都城市および霧島市を中心として多くの被害が発生。特に1月26日夜から1月29日にかけては継続的に降灰があり、交通機関においては鉄道の運転見合わせ、高速道路の通行止、空港の一時閉鎖などがあった。道路に溜まった火山灰を除去するため、鹿児島市から路面清掃車と散水車が都城市と日南市へ派遣された。小中学校の休校や、観光施設の一時閉鎖などの影響もあった。高原町、都城市および霧島市では住民の避難も行われた。農業においては農作物の生育不良や汚損などの被害があり、宮崎銀行や宮崎太陽銀行は、被害を受けた個人事業主や農家に対応する融資を提供した。韓国岳や大幡池から中岳までは入山規制、高千穂峰も周辺道路の交通規制により登山できなくなった。Jリーグの川崎フロンターレ、東京ヴェルディ1969、アビスパ福岡、横浜F・マリノスなどの多くのクラブは、宮崎県内でのキャンプを中止あるいは中断した。

### 2017年の噴火

猪子石より、2017年10月14日8時18分から9時14分まで

2017年（平成29年）9月23日より火山性地震が増加し、10月5日に噴火警戒レベルが1から2へ引き上げられた。10月11日5時34分頃、6年ぶりに噴火し、噴煙が火口縁上300mまで上がった。噴火は小規模だったが、気象庁はさらに噴火が活発化する可能性があるとして11時5分に噴火警戒レベルを3(入山規制、警戒範囲2km)に引き上げた。10月14日には噴煙が火口上2300mまで上がった。10月15日には気象庁が、火山ガス放出量が1日11,000トンに急増したと発表し、警戒範囲を3kmに拡大させたが、10月17日を最後に噴火は停止した。この活動で噴出した物質には、深部から急減圧したマグマ物質と考えられるガラス光沢のある暗色粒子(G)が含まれていたと報告されている。

### 2018年の噴火

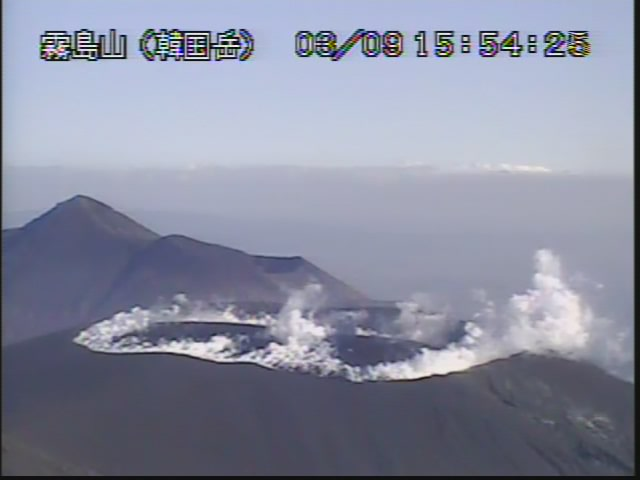
2018年3月9日。火口が溶岩で満たされている。

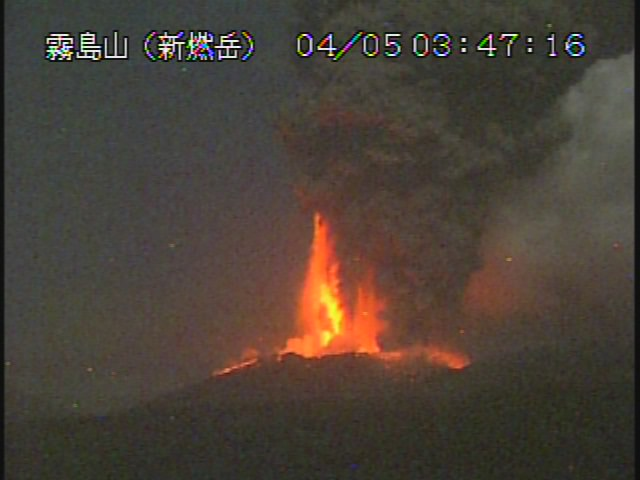
2018年4月5日の噴火。噴煙が8000m上昇した。

2017年7月頃から、GNSSの観測で霧島山を挟む地点間の距離が伸びる地殻変動が継続し、霧島山の地下にマグマの蓄積が続いていると考えられていた。後述の噴火に伴い、2018年3月6日から8日にかけて、このマグマだまりの収縮と考えられる変動が観測された。
2018年（平成30年）3月1日8時頃から火山性微動が観測され、11時頃に噴火が確認された。同日16時40分、気象庁は警戒範囲を2kmから3kmに拡大した（噴火警戒レベルは2017年10月から3を継続）。3月2日以降も火山灰を放出し続けた。
3月6日には火口内に溶岩が確認され、14時半頃、爆発的噴火が7年ぶりに発生。6日には降灰により鹿児島空港を発着する78便が欠航した。爆発的噴火は6日に18回、7日に16回観測されるなど、その後も繰り返された。溶岩は8日夜までに火口内をほぼ満たし、9日には北西側の火口縁を越えて溶岩流が流出しているのが確認された。10日には噴煙が火口から4500mの高さまで上がり、大きな噴石が火口から1800m飛散したことなどから、気象庁は警戒範囲を3kmから4kmに拡大。これらの噴火は、溶岩の内部で火山ガスの圧力が高まって爆発したと推定される。火口からの溶岩の噴出は9日頃にほぼ停止したと考えられ、その量は約1400万m3（0.014km3）。火口縁から溢れた溶岩流は幅約200mで、ゆっくりと流下し、13日時点で火口縁から溶岩流の先端まで80-90m程度と推定されている。
3月中旬以降は噴火の間隔が徐々に長くなった。3月25日の噴火ではごく小規模な火砕流が発生。4月5日の噴火では噴煙が火口から8000mの高さまで上がったと推定される。

### 2025年の噴火
2025年（令和7年）6月22日16時37分頃、7年ぶりに噴火が確認され、7月3日には噴煙の高さが火口から約5千メートルにまで達した。7月6日には、大量の火山灰やガスが火口から流れ下る様子が観察されたが、気象庁は噴出量が少なく山の傾斜計にもほとんど変化が見られないこと、また、噴出物が高速で流れ下る様子も確認できないとして火砕流発生の判断を見送った。

## 防災
新燃岳は現在も活発な活動を続けており、状況の変化に応じた噴火警戒レベルが設定されている。最新の警戒レベルについては気象庁のウェブサイトで確認することができる。霧島山の山々は「霧島山（新燃岳）」と「霧島山（御鉢）」の2つがそれぞれ警戒対象に指定されている。地方自治体もリーフレット等で、防災に関する情報を提供している。

### 観測体制
鹿児島地方気象台及び東京大学地震研究所や京都大学防災研究所、防災科学技術研究所、産業技術総合研究所などにより常時観測がなされている。
- 鹿児島地方気象台は新燃岳の南西約1.7kmの観測点に地震計を、北東の観測点に傾斜計や火口カメラを設置しているほか、噴気ガスを観測[85]。
- 東京大学地震研究所霧島火山観測所は地震計、磁力計、GPS基地など約20ヵ所の観測点を配置。

通常は常駐観測者はいないが霧島市牧園支所に拠点を移し観測体制強化
- 京都大学防災研究所は新燃岳から北西に約17kmの地点に観測室を設け、伸縮計による地殻歪などを観測[86]。
- 防災科学技術研究所[87]は火山活動可視情報化システム(VIsualization system for Volcanic Activity)により観測を実施。

## 源流の河川
以下の源流となる河川は鹿児島湾と太平洋へ流れる。
- 霧島川（天降川の支流）
- 高崎川（大淀川の支流）